# Bundestagsfraktion Bündnis 90/Die Grünen
 Die Bundestagsfraktion Bündnis 90/Die Grünen ist die Fraktion von Bündnis 90/Die Grünen im Deutschen Bundestag.

## Vorstand
| Amt                                      | Name                | Bild |
| ---------------------------------------- | ------------------- | ---- |
| Fraktionsvorsitzende                     | Katharina Dröge     |      |
| Fraktionsvorsitzende                     | Britta Haßelmann    |      |
| Erste Parlamentarische Geschäftsführerin | Irene Mihalic       |      |
| Bundestagsvizepräsident                  | Omid Nouripour      |      |
| Parlamentarische Geschäftsführende       | Filiz Polat         |      |
| Parlamentarische Geschäftsführende       | Anja Reinalter      |      |
| Parlamentarische Geschäftsführende       | Claudia Müller      |      |
| Stellvertretende Fraktionsvorsitzende    | Agnieszka Brugger   |      |
| Stellvertretende Fraktionsvorsitzende    | Andreas Audretsch   |      |
| Stellvertretende Fraktionsvorsitzende    | Julia Verlinden     |      |
| Stellvertretende Fraktionsvorsitzende    | Misbah Khan         |      |
| Stellvertretende Fraktionsvorsitzende    | Konstantin von Notz |      |

## Arbeitsgruppen (Nach der Bundestagswahl 2025)
| #  | Themen                                                         | Politische Koordination |
| -- | -------------------------------------------------------------- | ----------------------- |
| 1  | Arbeit und Soziales                                            | Lisa Paus               |
| 2  | Angelegenheiten der Europäischen Union                         | Chantal Kopf            |
| 3  | Außen                                                          | Deborah Düring          |
| 4  | Bildung, Familie Senioren Frauen und Jugend & Queer            | Denise Loop             |
| 5  | Digitalisierung und Staatsmodernisierung                       | Rebecca Lenhard         |
| 6  | Ernährung und Landwirtschaft und Heimat                        | Zoe Mayer               |
| 7  | Finanzen                                                       | Katharina Beck          |
| 8  | Gesundheit                                                     | Janosch Dahmen          |
| 9  | Forschung Technologie und Raumfahrt                            | Ayse Asar               |
| 10 | Haushalt                                                       | Sebastian Schäfer       |
| 11 | Innen                                                          | Marcel Emmerich         |
| 12 | Kultur und Medien                                              | Katrin Göring-Eckardt   |
| 13 | Menschenrechte und humanitäre Hilfe                            | Max Lucks               |
| 14 | Petitionen                                                     | Corinna Rüffer          |
| 15 | Recht und Verbraucherschutz                                    | Helge Limburg           |
| 16 | Sport                                                          | Tina Winklmann          |
| 17 | Tourismus                                                      | Stefan Schmidt          |
| 18 | Umwelt, Naturschutz, nukleare Sicherheit und Verbraucherschutz | Jan-Niclas Gesenhues    |
| 19 | Sicherheit, Frieden, Abrüstung                                 | Sara Nanni              |
| 20 | Wahlprüfung, Immunität und Geschäftsordnung                    | Irene Mihalic           |
| 21 | Verkehr                                                        | Tarek Al-Wazir          |
| 22 | Wirtschaftliche Zusammenarbeit und Entwicklung                 | Claudia Roth            |
| 23 | Wirtschaft und Energie                                         | Michael Kellner         |
| 24 | Wohnen, Stadtentwicklung, Bauwesen und Kommunen                | Kassem Taher Saleh      |

## Vorsitzende
Die Bundestagsfraktion der Grünen hatte anfangs drei gleichberechtigte Sprecher, die jährlich wechselten. Dies änderte sich nach der Bundestagswahl 1990, bei der die ostdeutschen Grünen mit acht Abgeordneten als Gruppe im Parlament vertreten waren. Werner Schulz war somit nicht Fraktions-, sondern Gruppensprecher. Seit die inzwischen gesamtdeutsche Partei 1994 wieder als Fraktion einzog, hat sie zwei für die gesamte Legislatur gewählte Vorsitzende.
| Dauer     | Sprecher/Vorsitzende     | Sprecher/Vorsitzende                                                         | Sprecher/Vorsitzende                                                       |
| --------- | ------------------------ | ---------------------------------------------------------------------------- | -------------------------------------------------------------------------- |
| 1983–1984 | Marieluise Beck-Oberdorf | Petra Kelly                                                                  | Otto Schily                                                                |
| 1984–1985 | Annemarie Borgmann       | Waltraud Schoppe                                                             | Antje Vollmer                                                              |
| 1985–1986 | Sabine Bard              | Hannegret Hönes                                                              | Christian Schmidt                                                          |
| 1986–1987 | Annemarie Borgmann       | Hannegret Hönes                                                              | Ludger Volmer (bis 18. Juli 1986) bzw. Willi Hoss (seit 8. September 1986) |
| 1987–1988 | Thomas Ebermann          | Bärbel Rust                                                                  | Waltraud Schoppe                                                           |
| 1988–1989 | Helmut Lippelt           | Regula Schmidt-Bott                                                          | Christa Vennegerts                                                         |
| 1989–1990 | Helmut Lippelt           | Jutta Oesterle-Schwerin                                                      | Antje Vollmer                                                              |
| 1990      | Willi Hoss               | Waltraud Schoppe (bis 21. Juni 1990), Marianne Birthler (ab 4. Oktober 1990) | Antje Vollmer                                                              |
| 1990–1994 | Werner Schulz            |                                                                              |                                                                            |
| 1994–1998 | Kerstin Müller           | Joschka Fischer                                                              |                                                                            |
| 1998–2002 | Kerstin Müller           | Rezzo Schlauch                                                               |                                                                            |
| 2002–2005 | Krista Sager             | Katrin Göring-Eckardt                                                        |                                                                            |
| 2005–2009 | Renate Künast            | Fritz Kuhn                                                                   |                                                                            |
| 2009–2013 | Renate Künast            | Jürgen Trittin                                                               |                                                                            |
| 2013–2021 | Katrin Göring-Eckardt    | Anton Hofreiter                                                              |                                                                            |
| seit 2021 | Britta Haßelmann         | Katharina Dröge                                                              |                                                                            |

## Geschichte
| Legislatur- periode | Wahl- ergebnis | Fraktions- stärke | Frauen      | Durchschnitts- alter |
| ------------------- | -------------- | ----------------- | ----------- | -------------------- |
| 1983–1987           | 5,6 %          | 28                | 10 (35,7 %) |                      |
| 1987–1990           | 8,3 %          | 44 (+ 7)1         | 25 (56,8 %) |                      |
| 1990–1994           | 6,1 %2, 4,8 %3 | 8                 | 3 (37,5 %)  |                      |
| 1994–1998           | 7,3 %          | 49                | 29 (59,2 %) | 41,7                 |
| 1998–2002           | 6,7 %          | 47                | 27 (57,4 %) |                      |
| 2002–2005           | 8,6 %          | 55                | 32 (58,2 %) |                      |
| 2005–2009           | 8,1 %          | 51                | 29 (56,9 %) | 46,29                |
| 2009–2013           | 10,7 %         | 68                | 37 (54,4 %) | 46,62                |
| 2013–2017           | 8,4 %          | 63                | 35 (55,6 %) | 46,32                |
| 2017–2021           | 8,9 %          | 67                | 39 (58,2 %) |                      |
| seit 2021           | 14,8 %         | 118               | 70 (59,3 %) |                      |

Alle Angaben zu Beginn der jeweiligen Wahlperiode
 1Von der Volkskammer gewählte Abgeordnete des
 Bündnis 90 und der Grünen Partei in der DDR
 2Ostdeutsches Zählgebiet
 3Westdeutsches Zählgebiet
1983–1987 und 1987–1990 gehörten der Bundestagsfraktion ein bzw. zwei Berliner Abgeordnete der Alternativen Liste für Demokratie und Umweltschutz an. Am 3. Oktober 1990 kamen sieben Abgeordnete des Bündnis 90 und der Grünen Partei in der DDR hinzu, die bei der Volkskammerwahl 1990 gewählt worden waren; die gemeinsame Bundestagsfraktion trug damals den Namen Die Grünen/Bündnis 90-Fraktion. Bei der Bundestagswahl 1990 traten in den alten Bundesländern die Grünen und in den neuen Bundesländern die Listenvereinigung Bündnis 90/Grüne mit getrennten Wahllisten an. Während die Grünen im westdeutschen Zählgebiet an der Fünf-Prozent-Hürde scheiterten, zog im ostdeutschen Zählgebiet die Liste Bündnis 90/Grüne mit acht Abgeordneten in den Bundestag ein und bildete 1990–1994 in der 12. Wahlperiode eine Bundestagsgruppe.

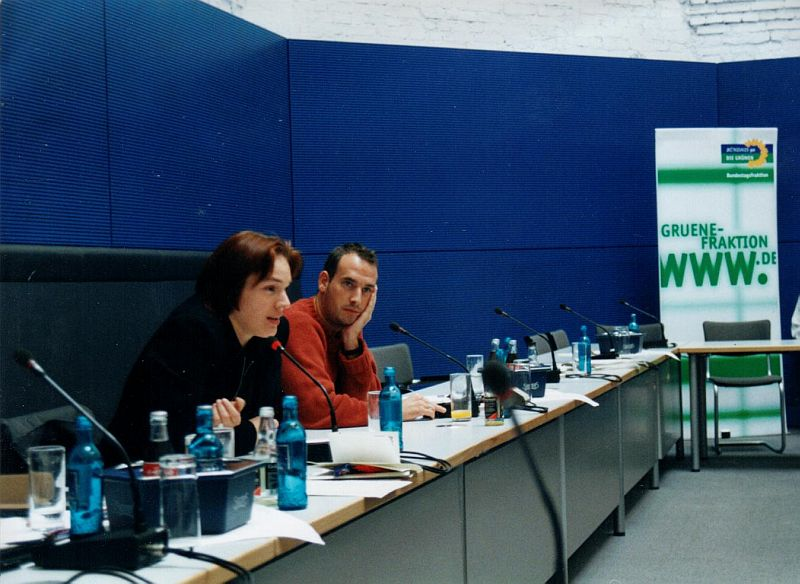
Sitzungssaal der Grünen Bundestagsfraktion mit den Abgeordneten Grietje Bettin und Christian Simmert im Reichstagsgebäude (3. Stock), 2001.

Seit der Bundestagswahl 1998 war Bündnis 90/Die Grünen an der ersten rot-grünen Bundesregierung beteiligt, die 2002 bestätigt wurde. Seit 2005 waren die Grünen wieder Oppositionspartei, bis zur Bundestagswahl 2021, seit der sie an einer Ampel-Koalition beteiligt sind. Bei der Bundestagswahl 2009 erzielten sie mit 10,7 Prozent ihr zweitbestes Ergebnis, bildeten aber dennoch die kleinste der fünf Bundestagsfraktionen. Bei der Bundestagswahl 2013 fielen die Grünen auf 8,4 Prozent zurück und stellten bis 2017 die viertstärkste und damit kleinste Fraktion im Bundestag. 2017 wurden sie wegen des Einzugs der AfD fünftstärkste und blieben die kleinste Fraktion. 2021 wurden sie die drittstärkste Fraktion.
Hans-Christian Ströbele konnte bei der Bundestagswahl 2002 im Bundestagswahlkreis Berlin-Friedrichshain – Kreuzberg – Prenzlauer Berg Ost mit einem gegen die Parteispitze gerichteten Wahlkampf das erste Direktmandat für seine Partei erringen und wiederholte dies 2005, 2009 sowie 2013. 2017 trat Ströbele nicht mehr an, Canan Bayram gewann an seiner Stelle das Direktmandat für Bündnis 90/Die Grünen. 2021 gewannen sie 16 Direktmandate.

### Rotationsprinzip
Nach der Hälfte der 10. Legislaturperiode schieden die grünen Bundestagsabgeordneten aufgrund des Rotationsprinzips aus dem Bundestag aus und machten ihren Sitz für einen Nachrücker frei, die als Mitarbeiter der Fraktion eine Bürogemeinschaft mit dem Abgeordneten bildeten. Schon in der ersten Wahlperiode nach dem Einzug in den Bundestag kam es jedoch zu verschiedenen Problemen bei der Handhabung des Rotationsprinzips. Petra Kelly und Gert Bastian weigerten sich zu rotieren, andere überließen widerwillig einer vermeintlichen oder tatsächlichen zweiten Garde die Abgeordnetenplätze. 1986 wurde eine künftige Rotation der Abgeordneten alle vier Jahre, also jede Legislaturperiode beschlossen. In der folgenden Legislaturperiode rotierten nur noch die Abgeordnete des Hamburger und des Berliner Landesverbands. 1991 wurde das Rotationsprinzip endgültig abgeschafft.

### Trennung von Amt und Mandat
Eine andere Grüne Besonderheit ist das inzwischen gelockerte Prinzip der Trennung von Amt und Mandat, das in Deutschland anders als in vielen anderen Ländern nicht gesetzlich verankert ist. Nach einer Wahl zum Parteisprecher mussten Abgeordnete ihr Bundestagsmandat demnach aufgeben (z. B. Verena Krieger 1989 und Claudia Roth 2001). Seit 2003 dürfen nicht mehr als ein Drittel der Mitglieder des Bundesvorstandes auch Abgeordnete sein. Bereits mit der Bildung der rot-grünen Bundesregierung 1998 wurde den Bundesministern Joschka Fischer, Andrea Fischer und Jürgen Trittin zugestanden, neben dem Ministeramt ihr Bundestagsmandat zu behalten.

### Frauenquote
Eine parteiinterne Frauenquote legt zudem fest, dass mindestens die Hälfte der Listenplätze für Frauen reserviert sind. So lag die Zahl der weiblichen Bundestagsabgeordneten in der grünen Fraktion bis auf die 10., die 12. und die 17. Legislaturperiode stets deutlich über der der männlichen Abgeordneten. Aufsehen erregte 1984 der rein weibliche Fraktionsvorstand, das sogenannte „Feminat“, den Annemarie Borgmann, Waltraud Schoppe, Antje Vollmer, Christa Nickels, Heidemarie Dann und Erika Hickel bildeten.

### Diäten und Diskussion um ein imperatives Mandat
Ein weiteres Element zur Verhinderung einer professionalisierten parlamentarischen Funktionärskaste bestand in der Anfangszeit der Partei darin, dass ein Großteil der Diäten an die Partei abzuführen waren und nur ein einem Facharbeitergehalt entsprechender Betrag persönlich behalten werden durfte. Außerdem wurde den Parlamentariern von der Parteibasis lediglich ein imperatives Mandat erteilt, das aber verfassungsrechtlich nicht haltbar war und auch praktisch von Anfang an keine Rolle spielte.

### Bundesminister, Staatssekretäre und Fraktionsvorsitzende während der rot-grünen Bundesregierung
Bundesminister im Kabinett Schröder I und II waren Joschka Fischer, Jürgen Trittin und Andrea Fischer bzw. seit 2001 Renate Künast. Aufgrund der Lockerung des Prinzips der Trennung von Amt und Mandat waren alle Minister gleichzeitig Mitglieder des Bundestags. Parlamentarische Staatssekretäre waren Uschi Eid (1998–2005), Simone Probst (1998–2005), Ludger Volmer (1998–2002), Gila Altmann (1998–2002), Christa Nickels (1998–2001), Margareta Wolf (2001–2005), Matthias Berninger (2001–2005), Marieluise Beck (2002–2005), Kerstin Müller (2002–2005) sowie Rezzo Schlauch (2002–2005).

### Vizepräsidentinnen des Bundestages
Mit Antje Vollmer stellte Bündnis 90/Die Grünen von 1994 bis 2005 erstmals eine Vizepräsidentin des Bundestages. Ihr folgte von 2005 bis 2013 Katrin Göring-Eckardt in diesem Amt. Von 2013 bis 2021 war Claudia Roth Bundestagsvizepräsidentin. Vom 9. Dezember 2021 bis zum 25. März 2025 war Katrin Göring-Eckardt erneut Vizepräsidentin des Bundestages. Seit dem 25. März 2025 bekleidet Omid Nouripour dieses Amt und ist damit auch der erste männliche Vizepräsident der Fraktion.

### Austritte und Ausschlüsse aus der Fraktion
Von den Mandatsniederlegungen aufgrund des Rotationsprinzips, wegen eines Wechsels in ein anderes politisches Amt oder aus persönlichen Gründen abgesehen, gab es einige Austritte und Ausschlüsse aus der Fraktion: Udo Tischer (1986), Ulrich Briefs (1990) und Christina Schenk (1994, später MdB für die PDS) traten aus und blieben als fraktionslose Abgeordnete im Bundestag. Otto Schily legte sein Bundestagsmandat am 2. November 1989 nieder und wechselte zur SPD, nachdem er mit einer Kandidatur für den Fraktionsvorstand der Grünen gescheitert war. Er zog 1990 für die SPD wieder in den Bundestag ein. Thomas Wüppesahl wurde 1988 aus der Fraktion ausgeschlossen, nachdem er im Mai 1987 aus der Partei ausgetreten war. 1989 wurde Trude Unruh, die als parteilose Kandidatin auf der Liste der Grünen in den Bundestag eingezogen war, aufgrund von Differenzen über einen Alleinvertretungsanspruch für die grüne Altenpolitik ausgeschlossen. Sie gründete deshalb die Partei Die Grauen. Vera Lengsfeld wechselte 1996 wegen eines Beschlusses von Bündnis 90/Die Grünen, in Zukunft mit der PDS Koalitionen nicht auszuschließen, zur CDU/CSU-Bundestagsfraktion.

## Mitglieder der Fraktion
Folgende Mitglieder hat die Bundesfraktion Bündnis 90/Die Grünen, Stand August 2025, in Klammern die Legislaturperioden:
| Dauer | Name                    | Landesliste            | Besonderes                                                                   |
| --- | ----------------------- | ---------------------- | ---------------------------------------------------------------------------- |
| seit 2025 (21.) | Tarek Al-Wazir          | Hessen                 |                                                                              |
| seit 2025 (21.) | Alaa Alhamwi            | Niedersachsen          |                                                                              |
| 2013–2017 (18.), 2017–2021 (19.), 2021–2025 (20.), seit 2025 (21.)                                                                     | Luise Amtsberg          | Schleswig-Holstein     | direkt gewählt im Bundestagswahlkreis Kiel                                   |
| seit 2025 (21.) | Ayse Asar               | Hessen                 |                                                                              |
| 2021–2025 (20.), seit 2025 (21.) | Andreas Audretsch       | Berlin                 | Stellvertretender Fraktionsvorsitzender                                      |
| 2017–2021 (19.), 2021–2025 (20.), seit 2025 (21.)                                                                                      | Lisa Badum              | Bayern                 |                                                                              |
| 2021–2025 (20.), seit 2025 (21.) | Karl Bär                | Bayern                 |                                                                              |
| 2021–2025 (20.), seit 2025 (21.) | Felix Banaszak          | Nordrhein-Westfalen    | Bundesvorsitzender von Bündnis 90/Die Grünen                                 |
| 2021–2025 (20.), seit 2025 (21.) | Katharina Beck          | Hamburg                |                                                                              |
| 2021–2025 (20.), seit 2025 (21.) | Lukas Benner            | Nordrhein-Westfalen    |                                                                              |
| 2013–2017 (18.), 2017–2021 (19.), 2021–2025 (20.), seit 2025 (21.)                                                                     | Franziska Brantner      | Baden-Württemberg      | Bundesvorsitzende von Bündnis 90/Die Grünen                                  |
| seit 2025 (21.) | Victoria Broßart        | Bayern                 |                                                                              |
| 2009–2013 (17.), 2013–2017 (18.), 2017–2021 (19.), 2021–2025 (20.), seit 2025 (21.)                                                    | Agnieszka Brugger       | Baden-Württemberg      | Stellvertretende Fraktionsvorsitzende                                        |
| 2020–2021 (19.), 2021–2025 (20.), seit 2025 (21.)                                                                                      | Janosch Dahmen          | Nordrhein-Westfalen    | am 12. November 2020 für Katja Dörner nachgerückt                            |
| 2021–2025 (20.), seit 2025 (21.) | Sandra Detzer           | Baden-Württemberg      |                                                                              |
| seit 2025 (21.) | Jeanne Dillschneider    | Saarland               |                                                                              |
| 2013–2017 (18.), 2017–2021 (19.), 2021–2025 (20.), seit 2025 (21.)                                                                     | Katharina Dröge         | Nordrhein-Westfalen    | Fraktionsvorsitzende direkt gewählt im Bundestagswahlkreis Köln III          |
| 2021–2025 (20.), seit 2025 (21.) | Deborah Düring          | Hessen                 |                                                                              |
| seit 2025 (21.) | Timon Dzienus           | Niedersachsen          |                                                                              |
| 2011–2013 (17.), 2013–2017 (18.), 2017–2021 (19.), 2021–2025 (20.), seit 2025 (21.)                                                    | Harald Ebner            | Baden-Württemberg      | am 25. Mai 2011 für Winfried Hermann nachgerückt                             |
| 2021–2025 (20.), seit 2025 (21.) | Leon Eckert             | Bayern                 |                                                                              |
| 2021 (19.), 2021–2025 (20.), seit 2025 (21.)                                                                                           | Marcel Emmerich         | Baden-Württemberg      | am 1. Juni 2021 für Danyal Bayaz nachgerückt                                 |
| seit 2025 (21.) | Simone Fischer          | Baden-Württemberg      | direkt gewählt im Bundestagswahlkreis Stuttgart I                            |
| 2021–2025 (20.), seit 2025 (21.) | Schahina Gambir         | Nordrhein-Westfalen    |                                                                              |
| 2013–2017 (18.), 2017–2021 (19.), 2021–2025 (20.), seit 2025 (21.)                                                                     | Matthias Gastel         | Baden-Württemberg      |                                                                              |
| 2021–2025 (20.), seit 2025 (21.) | Jan-Niclas Gesenhues    | Nordrhein-Westfalen    |                                                                              |
| 1998–2002 (14.), 2002–2005 (15.), 2005–2009 (16.), 2009–2013 (17.), 2013–2017 (18.), 2017–2021 (19.), 2021–2025 (20.), seit 2025 (21.) | Katrin Göring-Eckardt   | Thüringen              |                                                                              |
| 2021–2025 (20.), seit 2025 (21.) | Armin Grau              | Rheinland-Pfalz        |                                                                              |
| seit 2025 (21.) | Lena Gumnior            | Niedersachsen          |                                                                              |
| 2021–2025 (20.), seit 2025 (21.) | Robert Habeck           | Schleswig-Holstein     |                                                                              |
| 2005–2009 (16.), 2009–2013 (17.), 2013–2017 (18.), 2017–2021 (19.), 2021–2025 (20.), seit 2025 (21.)                                   | Britta Haßelmann        | Nordrhein-Westfalen    | Fraktionsvorsitzende                                                         |
| 2021–2025 (20.), seit 2025 (21.) | Linda Heitmann          | Hamburg                | direkt gewählt im Bundestagswahlkreis Hamburg-Altona                         |
| seit 2025 (21.) | Moritz Heuberger        | Berlin                 | direkt gewählt im Bundestagswahlkreis Berlin-Tempelhof-Schöneberg            |
| 2005–2009 (16.), 2009–2013 (17.), 2013–2017 (18.), 2017–2021 (19.), 2021–2025 (20.), seit 2025 (21.)                                   | Anton Hofreiter         | Bayern                 |                                                                              |
| seit 2025 (21.) | Julian Joswig           | Rheinland-Pfalz        |                                                                              |
| 2021–2025 (20.), seit 2025 (21.) | Lamya Kaddor            | Nordrhein-Westfalen    |                                                                              |
| 2017–2021 (19.), 2021–2025 (20.), seit 2025 (21.)                                                                                      | Kirsten Kappert-Gonther | Bremen                 |                                                                              |
| 2021–2025 (20.), seit 2025 (21.) | Michael Kellner         | Brandenburg            |                                                                              |
| 2021–2025 (20.), seit 2025 (21.) | Misbah Khan             | Rheinland-Pfalz        | Stellvertretende Fraktionsvorsitzende                                        |
| 2021–2025 (20.), seit 2025 (21.) | Chantal Kopf            | Baden-Württemberg      | direkt gewählt im Bundestagswahlkreis Freiburg                               |
| 2021–2025 (20.), seit 2025 (21.) | Ricarda Lang            | Baden-Württemberg      |                                                                              |
| 2017–2021 (19.), 2021–2025 (20.), seit 2025 (21.)                                                                                      | Sven Lehmann            | Nordrhein-Westfalen    | direkt gewählt im Bundestagswahlkreis Köln II                                |
| 1994–1998 (13.), 1998–2002 (14.), 2013–2017 (18.), 2017–2021 (19.), 2021–2025 (20.), seit 2025 (21.)                                   | Steffi Lemke            | Sachsen-Anhalt         |                                                                              |
| seit 2025 (21.) | Rebecca Lenhard         | Bayern                 |                                                                              |
| 2021–2025 (20.), seit 2025 (21.) | Helge Limburg           | Niedersachsen          |                                                                              |
| 2021–2025 (20.), seit 2025 (21.) | Denise Loop             | Schleswig-Holstein     |                                                                              |
| 2021–2025 (20.), seit 2025 (21.) | Max Lucks               | Nordrhein-Westfalen    |                                                                              |
| seit 2025 (21.) | Andrea Lübcke           | Brandenburg            | am 1. Juli 2025 für Annalena Baerbock nachgerückt                            |
| 2002–2005 (15.), 2005–2009 (16.), 2021–2025 (20.), seit 2025 (21.)                                                                     | Anna Lührmann           | Hessen                 |                                                                              |
| 2021–2025 (20.), seit 2025 (21.) | Zoe Mayer               | Baden-Württemberg      | direkt gewählt im Bundestagswahlkreis Karlsruhe-Stadt                        |
| 2021–2025 (20.), seit 2025 (21.) | Swantje Michaelsen      | Niedersachsen          |                                                                              |
| 2013–2017 (18.), 2017–2021 (19.), 2021–2025 (20.), seit 2025 (21.)                                                                     | Irene Mihalic           | Nordrhein-Westfalen    | Erste Parlamentarische Geschäftsführerin                                     |
| 2021–2025 (20.), seit 2025 (21.) | Boris Mijatović         | Hessen                 |                                                                              |
| 2017–2021 (19.), 2021–2025 (20.), seit 2025 (21.)                                                                                      | Claudia Müller          | Mecklenburg-Vorpommern | Parlamentarische Geschäftsführerin                                           |
| 2021–2025 (20.), seit 2025 (21.) | Sascha Müller           | Bayern                 |                                                                              |
| 2021–2025 (20.), seit 2025 (21.) | Sara Nanni              | Nordrhein-Westfalen    |                                                                              |
| 2021–2025 (20.), seit 2025 (21.) | Ophelia Nick            | Nordrhein-Westfalen    |                                                                              |
| 2009–2013 (17.), 2013–2017 (18.), 2017–2021 (19.), 2021–2025 (20.), seit 2025 (21.)                                                    | Konstantin von Notz     | Schleswig-Holstein     | Stellvertretender Fraktionsvorsitzender                                      |
| 2006–2009 (16.), 2009–2013 (17.), 2013–2017 (18.), 2017–2021 (19.), 2021–2025 (20.), seit 2025 (21.)                                   | Omid Nouripour          | Hessen                 | Bundestagsvizepräsident am 1. September 2006 für Joschka Fischer nachgerückt |
| 2021–2025 (20.), seit 2025 (21.) | Karoline Otte           | Niedersachsen          |                                                                              |
| 2009–2013 (17.), 2013–2017 (18.), 2017–2021 (19.), 2021–2025 (20.), seit 2025 (21.)                                                    | Lisa Paus               | Berlin                 |                                                                              |
| 2021–2025 (20.), seit 2025 (21.) | Paula Piechotta         | Sachsen                |                                                                              |
| 2017–2021 (19.), 2021–2025 (20.), seit 2025 (21.)                                                                                      | Filiz Polat             | Niedersachsen          | Parlamentarische Geschäftsführerin                                           |
| 2021–2025 (20.), seit 2025 (21.) | Anja Reinalter          | Baden-Württemberg      | Parlamentarische Geschäftsführerin                                           |
| seit 2025 (21.) | Sylvia Rietenberg       | Nordrhein-Westfalen    | direkt gewählt im Bundestagswahlkreis Münster                                |
| 1998–2001 (14.), 2002–2005 (15.), 2005–2009 (16.), 2009–2013 (17.), 2013–2017 (18.), 2017–2021 (19.), 2021–2025 (20.), seit 2025 (21.) | Claudia Roth            | Bayern                 |                                                                              |
| 2013–2017 (18.), 2017–2021 (19.), 2021–2025 (20.), seit 2025 (21.)                                                                     | Corinna Rüffer          | Rheinland-Pfalz        |                                                                              |
| 2021–2025 (20.), seit 2025 (21.) | Jamila Schäfer          | Bayern                 |                                                                              |
| 2021–2025 (20.), seit 2025 (21.) | Sebastian Schäfer       | Baden-Württemberg      |                                                                              |
| 2013–2017 (18.), 2017–2021 (19.), 2021–2025 (20.), seit 2025 (21.)                                                                     | Ulle Schauws            | Nordrhein-Westfalen    |                                                                              |
| 2017–2021 (19.), 2021–2025 (20.), seit 2025 (21.)                                                                                      | Stefan Schmidt          | Bayern                 |                                                                              |
| seit 2025 (21.) | Julia Schneider         | Berlin                 | direkt gewählt im Bundestagswahlkreis Berlin-Pankow                          |
| 2021–2025 (20.), seit 2025 (21.) | Marlene Schönberger     | Bayern                 |                                                                              |
| 2021–2025 (20.), seit 2025 (21.) | Nyke Slawik             | Nordrhein-Westfalen    |                                                                              |
| 2021–2025 (20.), seit 2025 (21.) | Till Steffen            | Hamburg                | direkt gewählt im Bundestagswahlkreis Hamburg-Eimsbüttel                     |
| seit 2025 (21.) | Sandra Stein            | Nordrhein-Westfalen    |                                                                              |
| 2021–2025 (20.), seit 2025 (21.) | Hanna Steinmüller       | Berlin                 | direkt gewählt im Bundestagswahlkreis Berlin-Mitte                           |
| 2021–2025 (20.), seit 2025 (21.) | Kassem Taher Saleh      | Sachsen                |                                                                              |
| 2021–2025 (20.), seit 2025 (21.) | Awet Tesfaiesus         | Hessen                 |                                                                              |
| 2021–2025 (20.), seit 2025 (21.) | Katrin Uhlig            | Nordrhein-Westfalen    |                                                                              |
| 2013–2017 (18.), 2017–2021 (19.), 2021–2025 (20.), seit 2025 (21.)                                                                     | Julia Verlinden         | Niedersachsen          | Stellvertretende Fraktionsvorsitzende                                        |
| 2021–2025 (20.), seit 2025 (21.) | Niklas Wagener          | Bayern                 |                                                                              |
| 2021–2025 (20.), seit 2025 (21.) | Robin Wagener           | Nordrhein-Westfalen    |                                                                              |
| 2021–2025 (20.), seit 2025 (21.) | Johannes Wagner         | Bayern                 |                                                                              |
| 2021–2025 (20.), seit 2025 (21.) | Tina Winklmann          | Bayern                 |                                                                              |